# Riacho das Almas
Riacho das Almas este un oraș în Pernambuco (PE), Brazilia.